# Gliese 667 Cf
Gliese 667 Cf – niepotwierdzona planeta pozasłoneczna krążąca wokół gwiazdy Gliese 667C, która jest jednym ze składników układu potrójnego Gliese 667. Jej odkrycie ogłoszono w 2013 roku. Jednak kilka miesięcy później ukazała się praca, która podaje w wątpliwość istnienie tej i innych planet w układzie Gliese 667, których odkrycie ogłoszono w 2013 roku, tłumacząc to błędną interpretacją szumów w krzywej prędkości radialnych gwiazdy Gliese 667 C. 
Gliese 667 Cf (o ile istnieje) ma masę co najmniej 2,7 raza większą niż masa Ziemi i orbituje w odległości ok. 23,3 mln km od gwiazdy. Planeta znajduje się w środku ekosfery, co oznacza, że na jej powierzchni może istnieć woda w stanie ciekłym.